# Asedio de La Paz (1811)
El asedio de La Paz fue un enfrentamiento militar librado en 1811 entre los pueblos indígenas de la Intendencia de La Paz y las tropas regulares e irregulares leales al Virreinato del Perú tras la derrota militar de la primera expedición auxiliadora al Alto Perú.

## Antecedentes
El 20 de junio de 1811 vencía en Huaqui el general del Ejército Real del Perú José Manuel de Goyeneche al ejército enviando por la Junta de Buenos Aires al mando de Juan José Castelli. La mayor parte de sus fuerzas se componía de indígenas reclutados en Cuzco y en menor medida Arequipa y Lima, con levas del Alto Perú para reemplazar las bajas producto de las deserciones. El 29 de junio, estallaba una insurrección indígena en La Paz al mando de Casimiro Irusta y Juan Manuel de Cáceres, entraron a la ciudad y dieron muerte al gobernador interino, don Diego Quint y Fernández Dávila (1746-1811), marqués de San Felipe el Real, y otros peninsulares revolucionariosy se dedicaron al saqueo de viviendas y almacenes por toda la ciudad, llegando a incendiar varios de éstos. El antiguo caudillo rebelde, Francisco del Rivero decidió atacar a los indios que rodeaban la ciudad y hacerlos retroceder temporalmente,luego continuó su viaje a Cochabamba. El 2 de julio, Domingo Tristán y Moscoso fue nombrado como nuevo gobernador de La Paz.
La victoria dio a Goyeneche el control del altiplano, quien entró a La Paz el 7 de julio para restaurar el gobierno monárquico.  Mientras los realistas se organizaban para continuar con su campaña, los sublevados continuaron con sus ataques en otros lugares de la Intendencia. En la región de Pacajes atacaron Caquiaviri, donde asesinaron a los recaudadores de tributos Urvina y Gutiérrez y al asesor Francisco Zárate, al ingresar a la casa de gobierno encontraron fusiles que el subdelegado había reunido para enviarlos a La Paz. En la región de Yungas se asaltaron varias haciendas mientras que en Tiquina toda la guarnición fue degollada. En la región de Palca, asaltaron Cohoni donde fueron asesinados 3 españoles, ahí tomaron contacto con Bernardo Calderón quien había reunido hombres de Millocato, Huaricana y Guayguasi para hacer frente a los realistas.

## Sitio
Goyeneche confirmó a Domingo Tristán como gobernador de la Intendencia de La Paz, nombró a Pablo Gutiérrez como asesor, al coronel Joaquín Revuelta como comandante de la ciudad y al capitán Lorenzo Díaz de Rivadeneira como Sargento mayor. Se celebró un Te Deum en la catedral el 9 de julio y Goyeneche partió a reencontrarse con el grueso de su ejército al día siguiente.
El gobernador Tristán conocía de los saqueos y muertes que se habían dado en toda la Intendencia de La Paz, los días 9 y 11 de agosto escribió a Goyeneche para alertarlo acerca de la situación, también envió mensajes al coronel Pedro Benavente, comandante de Desaguadero. Se tomó contacto con el capitán Antonio Marcelo de la Cueva y Alcedo, Marqués de Santa Lucía de Conchán, quien se encontraba cerca de Tiahuanaco al mando de 100 soldados cuzqueños con rumbo a unirse al ejército de Goyeneche pero decidió entrar a La Paz el 13 de agosto. Ese mismo día llegó a la ciudad el Subdelegado de Sica Sica, Cristóbal García, quien anotició que los pueblos de Calamarca, Ayo Ayo y Sica Sica también se habían sublevado y que lograron quitarle un cañón que iba a ser enviado a Goyeneche.
Se cavaron trincheras en la ciudad para protegerla de un ataque inminente, se verificó que existían en almacenes reservas de arroz, azúcar, cecina, chuño y maíz principalmente. Los barrios de San Sebastián, San Francisco, San Pedro y Santa Bárbara quedaban fuera de los muros de la ciudad por lo que fueron abandonados al ser imposible plantar una defensa.
El 14 de agosto Tristán envío a su mensajero con un despacho, pero éste regresó al poco tiempo anunciando que el camino al altiplano ya había sido cortado por los indígenas sublevados. El mismo día los centinelas de la ciudad se percataron de un campamento indígena en el cerro de Pampahasi y otro a orillas del río Orkojauira. El gobernador y el comandante decidieron atacar este último campamento por encontrarse demasiado cerca de la ciudad, los indígenas se retiraron, murió uno de ellos y 3 cayeron prisioneros junto con algunos víveres y una mula. Por la noche un mensajero se dirigió a Desaguadero aprovechando que el camino aún estaba libre y se podía informar al comandante Benavente de la situación.
El 15 de agosto llegó un arriero a la ciudad que había sido asaltado en el camino, su mercadería de vinos y aguardiente fue robada y sus 3 compañeros de viaje fueron asesinados. Así supo la ciudad que el último camino que quedaba libre había sido cortado. A medio día se vio que un grupo de sublevados bajaba del cerro de Killi Killi y se dirigía a atacar a la ciudad, el comandante Revuelta salió a enfrentarlos con una tropa de fusileros y lanceros que obligaron a los atacantes a dispersarse. Varios soldados siguieron a los indígenas en su retirada hasta la hacienda de Chuquiaguillo, al regresar a la ciudad traían la cabeza de un indígena clavada en una bayoneta.
Los días 16 y 17 no se registraron ataques indígenas, la ciudad se organizó ocupando la casa de Francisco Palacios y convirtiéndola en cuartel de voluntarios, 100 hombres con sus propias armas y sin sueldo se pusieron a las órdenes del teniente coronel Ramón Ballivián. También se enlistó un grupo de 60 negros con su propio capitán, Dionisio Sotomayor, bajo el comando de Ventura Barrón. En la ciudad no quedaban más que 8 cartuchos de pólvora, por lo que se ocupó la casa de la difunta Joaquina Mendieta y se la convirtió en fábrica de pólvora.
El 18 de agosto el gobernador Tristán salió de la ciudad con 50 fusileros y 40 hombres a caballo con dirección a la zona del Tejar, ahí dejó a los fusileros y continuó avanzando con la caballería, pronto se encontró con un grupo de indígenas que lo comenzaron a atacar, el gobernador tuvo que retroceder y fue cubierto por los fusileros que lograron dispersar el ataque. Al volver a la ciudad, el gobernador fue informado de que otro grupo de indígenas atacaba los barrios de Santa Bárbara y San Pedro, el comandante Revuelta tuvo que sacar a las tropas de reserva de los cuarteles haciendo retroceder a los atacantes, pero no consiguió liberar los barrios totalmente. Varias casas fueron incendiadas por los indígenas aquel día, incluyendo la quinta de Juan Imaz en el barrio de San Pedro. Por la tarde las tropas de la ciudad lograron liberar ambos barrios y cuando retornaban a la ciudad amurallada tuvieron que enfrentar otro ataque por el cerro de Killi Killi, el teniente Manuel Pérez y otros soldados lograron rechazar este ataque y se pusieron en persecución de los sublevados, pero su avance fue desordenado, lo que dio tiempo a los indígenas de reorganizarse y volver al ataque. Murieron 11 soldados de la ciudad, entre ellos el sargento Mariano Padilla, dos cabos y el mismo teniente Pérez. Entre los heridos de aquel día estaban el comandante Revuelta con un golpe en la cabeza, el capitán Mariano Paredes y el alférez José Llano. Los indígenas consiguieron capturar 21 fusiles durante este combate.
El día 19 se sepultó a Manuel Pérez en la catedral y no fue hasta el 22 que los sublevados volvieron al ataque, la defensa de la ciudad no daba abasto y los atacantes lograron quemar varias casas del barrio de San Sebastián. Entre ellas la casa del teniente coronel Manuel Antonio Chuquimia, cacique de Copacabana, que siendo indígena se enfrentó a la rebelión de Túpac Katari en 1781 y pacificó las regiones de Pacajes, Paria y Carangas en aquella época, por esto los indígenas rebeldes lo tenían entre sus principales objetivos. También prendieron fuego al tambo de harinas y al Tambo Quirquincho
Entre el 23 y el 25 de agosto, los batallones indígenas lograron controlar parte del barrio de Santa Bárbara y con los muebles de las casas que saqueaban hicieron varias barricadas para mantener su posición. El voluntario Francisco Pérez murió durante ese ataque. El día 26 Tristán envía un mensaje a los sublevados ofreciendo el indulto si se dispersaban y volvían a sus pueblos inmediatamente, los sublevados contestaron que dejarían la ciudad solamente si se les entregaba a todos los europeos, a los criollos realistas y a todas las monjas del convento de las Concebidas.
Del 27 al 29 la ciudad recibe mensajes de los sublevados advirtiendo que más indígenas estaban en camino y reclamaban la rendición de la ciudad, estos mensajes iban firmados por Vicente Rodulfo, de quien nadie sabía nada. Mediante algunos indígenas fieles a la ciudad se conoció que se trataba de Vicente Choque, originario de Palca y que ejercía de comandante del campamento de Pampahasi.
El 31 la ciudad organizó un grupo para salir a recoger cebada en las fincas de Coscochaca (actual zona Garita de Lima), el grupo estaría escoltado por varios soldados a caballo. Cuando se llevaba a cabo la tarea los indígenas atacaron pero la caballería actuó muy pronto y logró rechazar el ataque matando a dos sublevados.
El 2 de septiembre los sublevados vuelven al ataque, esta vez de manera generalizada atacan por toda la ciudad. Se combatió fuertemente en las trincheras de San Francisco y el puente de Riverilla, los defensores fueron rebasados en la primera y tuvieron que retirarse al puente de ingreso a la ciudad, un ataque por el cerro de Killi Killi logró vencer la muralla y entrar al barrio Kharkantia, 150 indígenas dentro de la ciudad amurallada lograron quemar las casas de la familia Grisueta, la familia Pérez, la casa del gallego Mateo Ratón y la casa de Paula Montúfar de La Rocha, quien ya había sufrido el saqueo de su hacienda en Pongo. Los defensores de la ciudad habían controlado el ataque en el puente Riverilla y se dirigieron a expulsar a los sublevados fuera de las murallas, la pelea duró hasta el día siguiente.
Por la tarde del día 3 los soldados de la ciudad salieron al barrio de Santa Bárbara para recuperar las casas perdidas, encontraron dentro de una de éstas a 30 indígenas y los masacraron a todos, uno de los cuerpos fue colgado de cabeza en un balcón de la casa para atemorizar a los atacantes. Al día siguiente continuaba la pelea en este barrio, el capitán de negros, Dionisio Sotomayor, cayó herido.
El día 5 un prisionero realista fue colgado en la horca que los sublevados habían levantado en el Alto de Potosí ( actual zona de Faro Murillo), el gobernador se dirigió al lugar con un destacamento que dispersó a los indígenas, se tomó prisionero a uno de ellos, del cual se supo que el comandante de aquel campamento se llamaba Julián Sullcalla, oriundo de Achocalla, y que el comandante del Alto de Lima era Manuel Collquehuanca, proveniente de  Huarina.  Los días siguientes el gobernador Tristán envió mensajes a los sublevados ofreciendo 500 pesos por la cabeza de cada comandante, su ofrecimiento fue siempre rechazado.
El 8 de septiembre se escucharon cañonazos desde el Alto de Potosí, un niño entró a la ciudad entregando un mensaje, los cañonazos eran de recibimiento a las nuevas tropas de indígenas que habían llegado. Ese día más voluntarios se presentaron a defender la ciudad, la casa del finado Miguel Ignacio Zabala se convirtió en un nuevo cuartel, se nombró a Francisco Guerrero Oliden y a Luis Guerra como capitanes de este nuevo regimiento.
Un nuevo mensaje de los sublevados llegó a la ciudad el 10 de septiembre, en éste se daba 4 horas a la ciudad para rendirse o de lo contrario serían atacados por un ejército de 32000 hombres. El mensaje estaba firmado por el comandante general Bernardo Calderón y los otros comandantes Julián Sullcalla, Manuel Collquehuanca, Eugenio Contreras, Xavier Bachaya y Simón Fernández. El mensaje también indicaba que el pueblo de Irupana había sido destruido días atrás. Otro mensaje llegó al cabildo eclesiástico con la amenaza de no permitir a los defensores de la ciudad usar los campanarios para disparar, o las iglesias también serían atacadas. Incluso la abadesa del Convento de las Concebidas, sor Tomasa Diez de Medina, fue amenazada con invadir su edificio durante el ataque a la ciudad. El gobernador respondió el mensaje anunciando que esperaría con pólvora y balas a sus atacantes.
Esa misma noche la ciudad fue atacada por todas las trincheras, la defensa fue bien organizada y tanto el gobernador como el comandante coordinaban la movilización de tropas a los lugares más atacados, al día siguiente los indígenas se retiraron a sus campamentos. Se contabilizó la muerte de dos soldados, dos civiles y un esclavo. Por la tarde los centinelas de la ciudad vieron que los atacantes tenían nuevas trincheras construidas más cerca del barrio de Santa Bárbara, si lograban ubicar ahí su cañón podrían causar estragos en la defensa. Esa noche los indígenas volvieron al ataque pero la ciudad pudo resistir una vez más.
El 12 de septiembre el comandante Revuelta se dirigió con un destacamento de soldados a atacar directamente las nuevas trincheras indígenas, los sublevados se retiraron y murieron varios de ellos, un grupo de éstos se refugió en la capilla del barrio y se les perdonó la vida. Por la tarde el mismo destacamento atacó el Alto de Potosí, se unieron 60 voluntarios al ataque al mando del capitán Luis Guerra, el teniente Juan de Dios Ortiz y el subteniente José de la Iglesia. Se consiguió dispersar a los indígenas y cuando el destacamento volvió a la ciudad el gobernador entregó 2 reales de gratificación a cada combatiente, el comandante Revuelta fue condecorado.
Un desertor indígena entró a la ciudad el 13 de septiembre, contó al gobernador que el comandante Calderón había prometido el saqueo y destrucción de la ciudad para que sus fuerzas continuaran con el ataque, mencionó que los únicos refuerzos que recibieron eran 12 hombres llegados de Caracato y que finalmente un soldado llegado de Cochabamba dio la noticia de que Goyeneche había entrado en esa ciudad. El día 14 todavía se mantuvieron combates pero el día 15 los indígenas no se presentaron a dar batalla.
Resulta que el 15 de septiembre el comandante Vicente Choque llevó a sus hombres desde su campamento de Pampahasi hasta el Alto de Potosí, había recibido la noticia de que un ejército cruzaba el altiplano en auxilio de la ciudad, Choque acusaba a Calderón de ocultar la verdadera situación de la rebelión y pretendió apresarlo. Aprovechando la confusión indígena los prisioneros José María Cortinas y Francisco Palacios lograron escapar hacia la ciudad, ellos avisaron al gobernador que la ayuda estaba en camino, también lamentaron que los indígenas habían asesinado a garrotazos a otros 50 prisioneros. El gobernador mandó tocar las campanas de la ciudad para celebrar el envío de tropas auxiliares, los soldados salieron a destrozar las trincheras de los sublevados, que estaban vacías porque todos se encontraban reunidos en el Alto de Potosí.
El día 16 se registraron más ataques y más casas quemadas en los barrios de San Sebastián, San Pedro y Santa Bárbara. el gobernador ordenó colgar cortinas y mantas en las calles para cortar la visibilidad de los atacantes, pero eso no evitó varias muertes entre los defensores de la ciudad.
El 17 los atacantes se concentraron en las trincheras de San Francisco, que estuvieron a punto de caer, pero un ataque de los voluntarios de la ciudad por el barrio de San Pedro los obligó a retirarse. El gobernador repartió dinero entre estos voluntarios. Al día siguiente varias tiendas de campaña en el campamento del Alto de Potosí se habían desmontado, la ciudad creía que los atacantes se retiraban pero el ataque se reanudó pronto y fue tan violento que la Basílica de San Francisco estuvo a punto de caer.
El 19 los indígenas lanzaron dos cabezas cortadas a las trincheras de San Francisco, un mensaje decía que eran las cabezas del comandante de Tiquina y su lugarteniente. Al día siguiente un nuevo ataque logró quemar otras casas en San Sebastián y los sublevados se apoderaron de las calles Ancha (actual Av. América) y Cañaricalle (actual calle Ildefonso de las Muñecas).
Al amanecer del 21 de septiembre los indígenas del cerro de Killi Killi lograron asesinar a los centinelas de la muralla y entrar al barrio Kharkantia, quemaron la casa de Mateo Ariñés y estuvieron a punto de tomar el cuartel provisional de la casa Zabala, los refuerzos cuzqueños al mando del teniente Fajardo y Tomas Cloudt lograron expulsarlos de la ciudad. En este combate fue herido el subteniente José de la Iglesia, único hijo del alcalde de la Real Audiencia de Lima don José de la Iglesia y de Casimira del Llano, una bala le había ingresado por la mandíbula y murió desangrado.
El día 22 un pequeño grupo de sublevados se rindió ante los defensores de la ciudad, fueron llevados ante el gobernador donde dijeron que Casimiro Irusta fue enviado a combatir al ejército que iba en su auxilio. Los días 23 y 24 varios civiles dentro de la ciudad murieron al ir a buscar agua, resulta que los indígenas habían cortado casi toda el agua de la ciudad y solo existía en la calle del hospital San Juan de Dios. En el barrio de San Sebastián los indígenas lograron atrincherarse y no dejaban de disparar y lanzar piedras.
En esos días el gobernador supo que estaba en la ciudad Aquilino Alarcón, oriundo de Larecaja, que tenía a su hermano Pedro combatiendo en el bando contrario, el gobernador le entregó dinero y le ordenó buscar a su hermano y meterlo a la ciudad para obtener noticias. Alarcón regresó con su hermano y algunos hombres que afirmaron que el ejército de Benavente estaba en Huaqui y se dirigía a La Paz, además pidieron regresar al campamento indígena con papeles de recomendación del gobernador para que cuando Benavente llegase se unan a él.
El 25 los sublevados llamaron a parlamentar en la plaza del barrio de San Sebastián, el gobernador pidió que se aclaren los puntos de la negociación, pero esto era para ganar tiempo y evitar un nuevo ataque hasta la llegada de Benavente. La reunión nunca se llevó a cabo.
El 26 de septiembre, desde muy temprano, se escucharon dos cañones, uno desde el Alto de Potosí que se había conseguido en Sica Sica y otro desde Chorolque que recién había llegado de Tiquina, un tercer cañón se escuchó por la tarde, había llegado desde Jesús de Machaca y fue colocado en el calvario cercano a Killi Killi.
Para el 27 se vio que los indígenas de los campamentos del Alto de Potosí y el Alto de Lima se dirigían a Pampahasi, el comandante Revuelta se dirigió al barrio de San Sebastián con 600 hombres entre infantería, caballería y voluntarios. Allí se encontró con muchos indígenas que permanecían en el sector y tuvo que retroceder dentro de los muros de la ciudad.
El 28 de septiembre se realizó una salida similar hacia el barrio de San Pedro, mucha gente salió detrás de los soldados para aprovisionarse de verduras en las chacras de la zona, pero los sublevados vieron el movimiento de gente y atacaron inmediatamente. Se perdieron muchas vidas aquella mañana, incluyendo mujeres y niños que cayeron prisioneros de los indígenas. Los defensores de la ciudad lograron ingresar 8 vacas que fueron carneadas y distribuidas en la ciudad. Por la tarde se vieron nuevos movimientos en los Altos de Potosí y de Lima, se creía que se preparaba un nuevo ataque, pero pronto llegó a la ciudad un hombre a caballo con bandera blanca, era Mateo Anco, el mensajero que el gobernador había enviado a Desaguadero el pasado 14 de agosto. Anco informó que el ejército de Benavente, acompañado por el coronel José de Santa Cruz y el mayor Ramón Ribert habían llegado a los altos de la ciudad. Se encargó al edecán Pablo Segovia salir de la ciudad con un regimiento de caballería para dar alcance a Benavente y ponerlo al tanto de la situación.
El ejército que había llegado contaba con 300 fusileros, 500 lanceros y 2 cañones, todavía eran muy inferiores a los sublevados, pero su llegada sirvió para reanimar a los defensores de la ciudad. Benavente envió a sus tropas a luchar al cerro de Lloco Lloco (actual zona de Pura Pura) donde el mayor Ribert dispersó a los sublevados, pero al volver al campamento fue atacado repetidamente por la retaguardia.
La ciudad ya estaba organizada para resistir el asedio y dio buena acogida al ejército de Benavente, las monjas del convento de las Concebidas junto a la marquesa de Aro, Ana María del Carmen Bilbao La Vieja y Guéndica, y las señoras Teresa Paredes y Francisca Murguía repartían comida a diario en los cuarteles y trincheras. Un grupo de ciudadanos dirigidos por Sebastián de Vidangos era responsable de refaccionar las maltrechas trincheras.
El 29 de septiembre salieron del Alto de Potosí 200 hombres del ejército de Benavente hacia Achocalla dirigidos por el mayor Ramón Ribert, se creía que allí se encontraba Casimiro Irusta con su ejército de indígenas, pero al llegar se encontraron pocos hombre que indicaron que el ejército de Irusta se había trasladado a Mecapaca. Al día siguiente el gobernador se reunió con Benavente, había preocupación porque los sublevados aún no habían dejado la zona.
Entre el 1 y 2 de octubre nuevamente los indígenas atacaban el barrio de Santa Bárbara, se acercaban también por el cerro de Killi Killi y otro grupo ingresaba al barrio de San Pedro. Los defensores de la ciudad y el ejército de Benavente dispersaron a los atacantes quienes regresaron a sus campamentos. Se supo aquellos días que la gente de Larecaja había regresado a sus pueblos dejando de lado la rebelión.
Benavente envió a parte de su ejército en busca de comida, logró encontrar rebaños de ovejas y algunas vacas en Vilaque que sirvieron para alimentar a la tropa. Dos grupos de indígenas se acercaron a las plazas de San Sebastián y San Pedro rindiéndose ante los soldados de la ciudad, ambos grupos fueron perdonados por el Gobernador y retornaron a sus regiones. Se supo que llegaba más ayuda a la ciudad, 4000 soldados desde el virreinato del Perú y 1500 desde Oruro, el campamento de Pampahasi fue levantado y los atacantes finalmente se retiraron de manera definitiva el 18 de octubre.

## Consecuencias
El Alto Perú quedaba según el historiador José Luis Roca García «temporalmente "pacificado"», es decir, incorporado al virreinato del Perú pero habían sido necesarios 20.000 hombres para lograrlo. Para inicios de 1812 la rebelión estaba totalmente vencida. El destino de Cáceres se desconoce, la última mención de él es en 1814, cuando ayudaba a organizar la republiqueta de Sicasica. Pumacahua fue premiado por su «"auxilio"» con el rango de brigadier y en 1813 se hace presidente interino de la Real Audiencia de Cuzco, participando en la famosa rebelión un año después. Con el tiempo se formaban varias guerrillas rurales: «las seis republiquetas fueron incrustadas entre Charcas y las tierras vecinas, y entre las seis más importantes ciudades» (Potosí, La Plata, Oruro, La Paz, Cochabamba y Santa Cruz).
Según la historiadora boliviana María Luisa Soux, la segunda etapa de la independencia boliviana continuó hasta 1816, cuando las fuerzas rioplatenses pusieron su atención en la Capitanía General de Chile. La tercera fase se caracteriza por el control del ejército realista, que después de la retirada porteña aniquilaría a las guerrillas hasta que sólo sobreviva la republiqueta de Ayopaya; el gobierno queda en manos de la Audiencia de Charcas. Esta «república guerrillera» estaba formada principalmente por aimaras y mestizos y operaba en la región montañosa entre La Paz, Oruro y Cochabamba cuyo «núcleo» eran los pueblos de Palca, Machaca e Inquisivi. La cuarta comenzó en 1823, el gobierno y control militar queda en manos del Ejército del Sur de Pedro Antonio Olañeta, mientras el mando realista se deshace hasta llegar a una guerra civil entre absolutistas y liberales. El epílogo se da en 1825, con la fulminante campaña de Antonio José de Sucre.